# Рэнкин, Нелл
Нелл Рэнкин (англ. Nell Rankin; 3 января 1924, Монтгомери — 13 января 2005, Нью-Йорк) — американская оперная певица (меццо-сопрано).

## Биография
Училась в Бирмингеме, затем с 1943 г. в Нью-Йорке у Карин Бренцель. В 1947 г. дебютировала на нью-йоркской оперной сцене вместе с сестрой, сопрано Рут Рэнкин. В 1948—1950 гг. выступала в Швейцарии, сперва в Цюрихе, затем в Базеле. В 1950 г. выиграла Международный конкурс исполнителей в Женеве, благодаря чему получила ряд предложений и на протяжении 1951 г. дебютировала на сцене миланской Ла Скала, Венской государственной оперы и нью-йоркской Метрополитен Опера, во всех трёх случаях — в партии Амнерис в «Аиде» Верди; эта партия навсегда осталась лучшей партией Рэнкин — наряду с заглавной партией в «Кармен» Жоржа Бизе. До 1976 г. Рэнкин оставалась солисткой Метрополитен Опера, появляясь также на других крупнейших оперных сценах мира.
Записи Рэнкин немногочисленны: это, прежде всего, «Мадам Баттерфляй» Джакомо Пуччини (1951, партия Судзуки, в заглавной партии Рената Тебальди), сделанные в том же году концертные записи «Аиды» (дирижёр Герберт фон Караян) и «Реквиема» Верди (дирижёр Виктор де Сабата), а также живая запись «Троянцев» Берлиоза (1960, Ла Скала).